# آنا سيدوروفا
آنا سيدوروفا هي لاعبة كيرلنغ روسية، ولدت في 6 فبراير 1991.

## روابط خارجية
- آنا سيدوروفا على موقع الاتحاد الدولي للكرلنغ (الإنجليزية)
- آنا سيدوروفا على موقع اللجنة الأولمبية الدولية (الإنجليزية)
- آنا سيدوروفا على موقع أوليمبيديا (الإنجليزية)